# Cotoneaster majoricensis
Cotoneaster majoricensis är en rosväxtart som beskrevs av L.Sáez, Rosselló. Cotoneaster majoricensis ingår i släktet oxbär, och familjen rosväxter. Inga underarter finns listade i Catalogue of Life.